# Lista de municípios de Aragão

Mapa municipal de Aragão (Espanha). 2006

- Municipios de Huesca
- Municipios de Teruel
- Municipios de Saragoça